# Karine, l'aventure du Nouveau Monde
 (mai 2019).
Si vous disposez d'ouvrages ou d'articles de référence ou si vous connaissez des sites web de qualité traitant du thème abordé ici, merci de compléter l'article en donnant les références utiles à sa vérifiabilité et en les liant à la section « Notes et références ».
Karine, l'Aventure du Nouveau Monde, connue au Japon sous le nom de Minami no niji no Rūshī (南の虹のルーシー, litt. « Lucy de l'arc-en-ciel austral »), est une série télévisée d'animation japonaise en 50 épisodes de 25 minutes. Elle a été créée en 1982 par Akira Miyazaki, d'après le roman Southern Rainbow de Phyllis Piddington de 1982 et réalisée par Hiroshi Saitō, produit par Ryūji Matsudo.
La série  a été diffusée du 10 janvier au 26 décembre 1982 au Japon et à partir du 6 septembre 1988 sur l'émission Youpi ! L'école est finie sur la chaîne La Cinq, en 1994 puis en 1997 sur l'émission Récré Kids sur TMC, puis en 2002 et en 2003 sur la chaîne Mangas, en France.
Depuis le 13 juin 2023, la série est mise en ligne sur YouTube sur la chaine Teamkids.

## Synopsis
La série raconte l'histoire de la famille Poppel, et plus particulièrement de Karine (Lucy dans la version originale) et Nelly (Kate), qui a émigré d'Angleterre pour s'en aller en Australie au XIXe siècle, ainsi que leurs péripéties dans cette colonie.

## Production

### Fiche technique
- Titre original : Minami no niji no Rūshī (南の虹のルーシー, litt. « Lucy de l'arc-en-ciel austral »?)
- Titre français : Karine, l'aventure du Nouveau Monde
- Réalisateur : Hiroshi Saitō
- Scénariste : Akira Miyazaki
- Musique : Kōichi Sakata
  - Génériques japonais chantés par Sumiko Yamagata
  - Générique français chanté par Claude Lombard
- Studio d'animation : Nippon Animation
- Sociétés de production : Nippon Animation, Fuji Television Network
- Diffuseur : Fuji Television Network
- Distributeur : Bandai Visual
- Pays d'origine :  Japon
- Langue originale : japonaise
- Nombre d'épisodes : 50
- Durée : 25 minutes
- Dates de première diffusion :
  -  Japon : 10 janvier 1982
  -  France : 6 septembre 1988

### Diffusion
En France, la première diffusion de la série est datée du 6 septembre 1988, dans l'émission Youpi ! L'école est finie sur La Cinq. La série a alors été rediffusée sur :
- TMC, en 1994 puis en 1997 dans l'émission Récré Kids ;
- Mangas, en 2002 et 2003.

## Distribution

### Voix japonaises
- Minori Matsushima : Lucy
- Ikuko Tani : Annie
- Katsunosuke Hori : Arthur
- Rihoko Yoshida : Kate
- Daisuke Gouri : Hercules, Max
- Hiroshi Masuoka : Parker
- Issei Futamata : Adam
- Junpei Takiguchi : Pettywell
- Kaneta Kimotsuki : Dayton
- Kazuhiko Inoue : John
- Mie Suzuki : Billy
- Naoki Tatsuta : Josh
- Norio Wakamoto : Lite
- Rokuro Naya : Bernard
- Sakiko Tamagawa : Clara
- Takashi Yasuda : Fred
- Tatsuya Matsuda : Ben
- Tomomichi Nishimura : Clayton
- Yumi Takada : Tob

### Voix françaises
Doublage effectué aux studios SOFI. 
- Stéphanie Murat : Karine, Mme Princeton
- Françoise Fleury : la mère de Karine, Mmes Mac et Pettywell
- Philippe Ogouz : le père de Karine, le docteur Deighton et M. Princeton
- Magali Barney : Clara
- Jackie Berger : Billy, Marc, Toby
- Gérard Surugue : Messieurs Jameling, Long, Parker et Pettywell
- Jean-Philippe Puymartin : John, Bernard
- Jane Val : la tante (pour le 1er épisode)
- Nathaniele Esther : Nelly
- Francette Vernillat : voix de remplacement pour Marc (pour les épisodes 20 à 32)

## Épisodes
| N° | Titre français                            | Titre japonais         | Titre romanji                    | Date de diffusion |
| -- | ----------------------------------------- | ---------------------- | -------------------------------- | ----------------- |
| 1  | L'arrivée                                 | 新しい土地へ           | Atarashi i Tochi he              | 10 janvier 1982   |
| 2  | Une curieuse découverte                   | 可愛いヤツ             | Kawaii Yatsu                     | 17 janvier 1982   |
| 3  | Au revoir, petit koala                    | かわり者               | Kawari mono                      | 24 janvier 1982   |
| 4  | L'expédition                              | はじめての探検         | Hajimeteno tanken                | 31 janvier 1982   |
| 5  | Tout finit par s'arranger                 | 雨のち晴               | Ame Nochi-sei                    | 7 février 1982    |
| 6  | La ville appelée Adélaïde                 | アデレードという町     | Aderedo Toiu Machi               | 14 février 1982   |
| 7  | Le tonneau                                | ベンの災難             | Ben no Sainan                    | 21 février 1982   |
| 8  | Demain, on part                           | 出発の前夜             | Shuppatsu no Zenya               | 28 février 1982   |
| 9  | Départ pour Adélaïde                      | アデレードへの道       | Aderedo Heno Michi               | 7 mars 1982       |
| 10 | La maison                                 | 緑の町                 | Midori no Machi                  | 14 mars 1982      |
| 11 | La petite maison                          | 小さなわが家           | Chiisa Nagawa ie                 | 21 mars 1982      |
| 2  | Une journée bien remplie                  | アデレードの夜         | Aderedo no Yoru                  | 28 mars 1982      |
| 13 | Marc revient                              | ベンがやってきた！     | Ben gayatte kita !               | 4 avril 1982      |
| 14 | La récompense                             | たくましい男           | Takumashii otoko                 | 11 avril 1982     |
| 15 | Les deux maisons                          | 二つの家               | Futatsu no Ie                    | 18 avril 1982     |
| 16 | Un remède efficace                        | ずぶぬれのお医者さん   | Zubunurenoo Isha-san             | 25 avril 1982     |
| 17 | Une histoire triste                       | 不幸な出来事           | Fukou na Dekigoto                | 2 mai 1982        |
| 18 | Les arbres                                | 木登り                 | Kinobori                         | 9 mai 1982        |
| 19 | Lèche-vitrines                            | 今日は買い物           | Konnichiha Kaimono               | 16 mai 1982       |
| 20 | Le puits                                  | 井戸の水               | Ido no Mizu                      | 30 mai 1982       |
| 21 | Marc va à la pêche                        | アデレードの設計者     | Aderedo no Sekkeisha             | 6 juin 1982       |
| 22 | Le petit Dingo                            | レンガとディンゴの子   | Renga to Deingo no Ko            | 13 juin 1982      |
| 23 | Petitou                                   | お前の名はリトル       | O Mae no Namae ha Ritoru         | 20 juin 1982      |
| 24 | La fin de l'été                           | 夏の終りの日           | Natsu no Owari no Nichi          | 27 juin 1982      |
| 25 | Une mauvaise journée                      | ついてないときは・・・ | Tsuitenai Toki ha...             | 4 juillet 1982    |
| 26 | Karine est malade                         | 病気になった！         | Byouki ninatta!                  | 11 juillet 1982   |
| 27 | Le cerf-volant                            | 凧に乗って             | Tako ni notte                    | 18 juillet 1982   |
| 28 | De l'autre côté de la rivière             | 川の向う岸             | Kawa no mukou kishi              | 25 juillet 1982   |
| 29 | Le dressage de Petitou                    | リトルの訓練           | Ritoru no Kunren                 | 1er août 1982     |
| 30 | L'anniversaire de Karine                  | 誕生日のおくりもの     | Tanjoubi nookurimono             | 8 août 1982       |
| 31 | Petitou et le chien de Monsieur Pettywell | リトルと黒い犬         | Ritoru to kuroi inu              | 15 août 1982      |
| 32 | L'arc en ciel                             | 虹の橋のたもと         | Niji no Hashi Notamoto           | 22 août 1982      |
| 33 | Le rêve perdu                             | 失われた夢             | Ushinawa reta Yume               | 29 août 1982      |
| 34 | Petitou à l'école                         | リトルと学校           | Ritoru to Gakkou                 | 5 septembre 1982  |
| 35 | Confrontation                             | 対決                   | Taiketsu                         | 12 septembre 1982 |
| 36 | La pièce de cinq shillings                | 巣の中の５シリング     | Su no Nakano 5 Shiringu          | 19 septembre 1982 |
| 37 | L'embuscade                               | 草原の強盗団           | Sougen no Goutou dan             | 26 septembre 1982 |
| 38 | Karine détective                          | ルーシーは名探偵       | Rushi ha Meitantei               | 3 octobre 1982    |
| 39 | Séparation                                | 二つの別れ             | Futatsu no Wakare                | 10 octobre 1982   |
| 40 | L'accident                                | わたしは誰？           | Watashiha dare?                  | 17 octobre 1982   |
| 41 | Karine perd la mémoire                    | 見知らぬ町 見知らぬ人  | Mishira nu Machi, Mishira nu Nin | 24 octobre 1982   |
| 42 | Emily                                     | エミリーと呼ばれる子   | Emiri to Yoba Reru ko            | 31 octobre 1982   |
| 43 | Heures d'angoisse                         | すれ違い               | Sure Chigai                      | 7 novembre 1982   |
| 44 | Retrouvailles                             | リトル！リトル！       | Ritoru! Ritoru!                  | 14 novembre 1982  |
| 45 | La disparition de Tom                     | トブが消えた           | Tobu ga Kie ta                   | 21 novembre 1982  |
| 46 | Un nouveau pensionnaire                   | 穴の中のウォンバット   | Ana no Nakano Uonbatto           | 28 novembre 1982  |
| 47 | Papa prend une décision                   | とうさんの決意         | Tousanno Ketsui                  | 5 décembre 1982   |
| 48 | Une enfant adoptée                        | 大金持ちの子に・・・   | Oogane Mochi Chino ko ni         | 12 décembre 1982  |
| 49 | Le mariage de Clara                       | クララの結婚           | Kurara no Kekkon                 | 19 décembre 1982  |
| 50 | Derrière l'arc-en-ciel                    | 虹に向って             | Niji ni Mukatte                  | 26 décembre 1982  |

## Autour de la série
La série rappelle l'histoire de l'autre série produite l'année d'avant, la série Flo et les Robinson suisses. Dans celle-ci, Flo et sa famille partaient aussi pour l'Australie… Après la production de Tom Sawyer, au début des années 1980, par la Nippon Animation, les deux séries, à savoir Flo et les Robinson suisses et Karine, l'Aventure du Nouveau Monde ont été réalisés à un an d'intervalle. Pendant cette période, le studio d'animation faisait ses séries d'animation sans sponsors, contrairement aux 9 dernières années (avec Heidi, Le Chien des flandres, Rascal le raton-laveur…). Pour Karine, l'aventure du Nouveau Monde, le scénario fut plus complexe que la série produite en 1981. Finalement, il s'est révélé que c'était une aventure plus sérieuse mais avec tout de même de bons passages humoristiques. 
La série est basée sur le roman Southern Rainbow de Phyllis Piddington. Les noms des personnages ont été totalement modifiés pour la version française de la série. Le roman original n'a jamais été publié en France.
Le générique est encore une fois des paroles italiens, retranscrits et retraduits en français, comme pour la plupart des génériques des séries d'animation japonaise diffusés sur La Cinq. La version italienne du générique de la série est une chanson dérivée de l'univers des Petits Malins.

## Génériques

### Génériques japonais
- Générique de début : Niji ni naritai (虹になりたい, litt. « Je veux être un arc en ciel »?) : interprété par Sumiko Yamagata, composé et arrangé par Kōichi Sakata, écrit par Kazuo Fukazawa.
- Générique de fin : Mori e oide (森へおいで, litt. « Viens à la forêt »?) : interprété par Sumiko Yamagata, composé et arrangé par Kōichi Sakata, écrit par Kazuo Fukazawa.

### Génériques français
- Génériques de début et de fin[4] : Karine, l'Aventure du Nouveau Monde : interprété par Claude Lombard, écrit par Alessandra Valeri-Manera, composé par Charles Level et E. Draghi